# Acerentulus sexpinatus
Acerentulus sexpinatus är en urinsektsart som beskrevs av Womersley 1936. Acerentulus sexpinatus ingår i släktet Acerentulus och familjen lönntrevfotingar. Inga underarter finns listade i Catalogue of Life.